# Vladimir Michajlovič Komarov
Vladimir Michajlovič Komarov (in russo Владимир Михайлович Комаров?; Mosca, 16 marzo 1927 – Adamovka, 24 aprile 1967) è stato un cosmonauta sovietico.
Nell'ottobre 1964 ha comandato la missione Voschod 1, prima missione spaziale con una navicella con più di un membro dell'equipaggio. Divenne il primo cosmonauta a volare nello spazio per una seconda volta quando venne selezionato per la missione Sojuz 1. Morì a seguito dello schianto della capsula Sojuz a causa del malfunzionamento del paracadute, divenendo così, ufficialmente, il primo essere umano deceduto in una missione spaziale.

## Biografia

### Gioventù e carriera militare
Vladimir Michajlovič Komarov nacque a Mosca, capitale dell'Unione Sovietica, il 16 marzo 1927. A scuola iniziò a mostrare una propensione verso la matematica, ma con lo scoppio della seconda guerra mondiale dovette lasciare gli studi e trasferirsi con la madre in una fattoria collettiva. Tornò ben presto a Mosca e nel 1943 completò la settima classe della scuola secondaria n. 235. Subito dopo iniziò a frequentare la scuola speciale di Mosca per l'aeronautica militare sovietica, nella quale gli studenti ricevevano un'educazione che, oltre all'aviazione, includeva anche la zoologia e le lingue straniere. 
Nel giugno 1945 Komarov ottenne il diploma dalla scuola d'aviazione, nel settembre 1945 entrò a far parte della scuola per piloti militari di Borisoglebsk e nel luglio 1946 passò alla scuola di Batajsk. Nel 1949 ottenne il diploma dalla scuola per piloti militari e nel dicembre dello stesso anno venne assegnato come pilota al 382º reggimento di aerei da combattimento della 42ª divisione dell'aeronautica militare sovietica presso il distretto militare del Caucaso settentrionale, con sede a Groznyj. Qui incontrò la futura moglie, Valentina Jakovlevna Kiselëva, dalla quale ebbe due figli: Evgenij, nato nel 1951, ed Irina, nata nel 1958.
Dall'ottobre 1952 all'agosto 1954 prestò servizio come pilota nel 486º reggimento di aerei da combattimento della 57ª armata aerea presso la base aerea di Mukačevo, nell'Ucraina occidentale. Nell'agosto 1954 entrò a far parte dell'Accademia di ingegneria aeronautica militare "N. E. Žukovskij", dove si diplomò nel 1959. Conclusa l'accademia, venne assegnato all'istituto di ricerca aeronautica, dove prestò servizio come assistente ingegnere capo, testando nuovi modelli di aeromobili come pilota.

### Carriera da cosmonauta

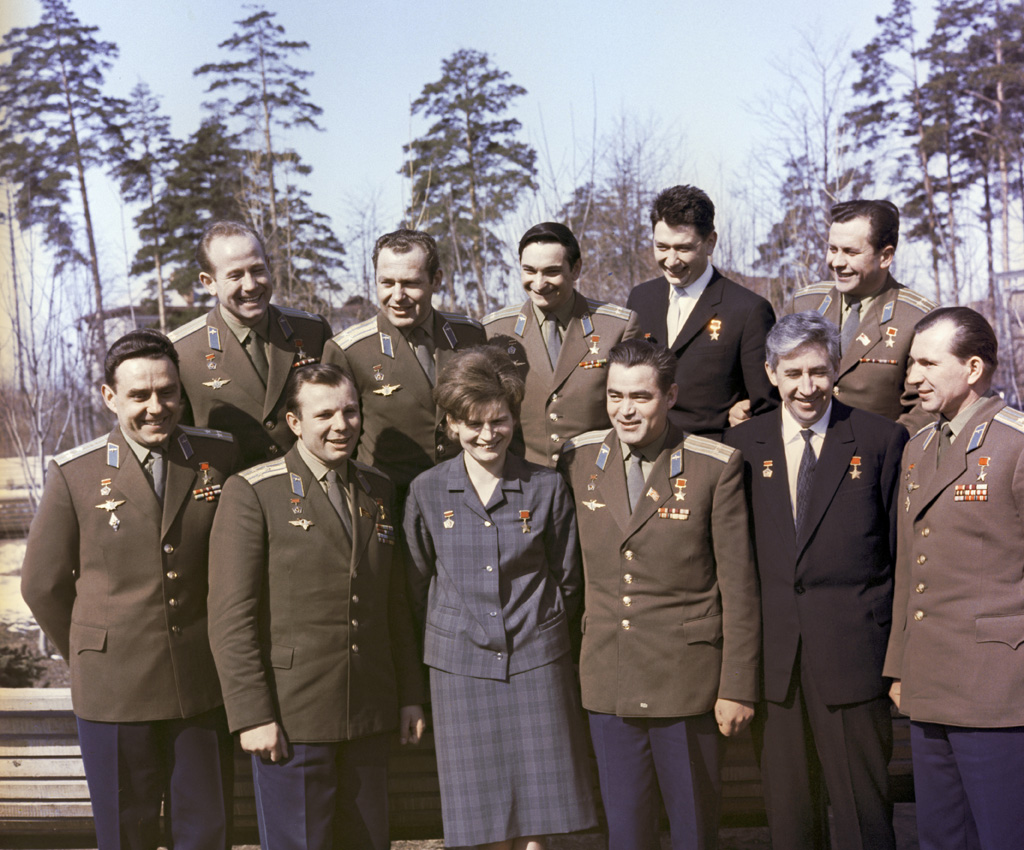
Cosmonauti sovietici nel 1965. Komarov è il primo a sinistra in prima fila, con al suo fianco Jurij Gagarin prima e Valentina Tereškova dopo, e Aleksej Leonov alle sue spalle.

Appena iniziata la carriera presso l'istituto di ricerca aeronautica, Komarov venne invitato a partecipare al primo processo di selezione di cosmonauti. Il 7 marzo 1960 Komarov fu uno dei 20 cosmonauti ammessi al primo gruppo di cosmonauti dell'aeronautica sovietica. Dal marzo 1960 ad aprile 1961 partecipò al corso generale di formazione spaziale presso il centro di addestramento cosmonauti, superando gli esami finali il 3 aprile 1961 e venendo arruolato come cosmonauta dell'aeronautica il giorno dopo.
Nel giugno 1962 Komarov prese il posto di Georgij Šonin, che era stato sospeso dall'addestramento, e venne addestrato come riserva di Pavel Popovič per la missione Vostok 4. Dal settembre 1962 iniziò a partecipare all'addestramento per la missione Vostok 5, ma nell'aprile 1963 la missione venne rinviata per un'intensa attività solare e nel mese di maggio dello stesso anno Komarov venne temporaneamente sospeso dall'addestramento per motivi di salute.

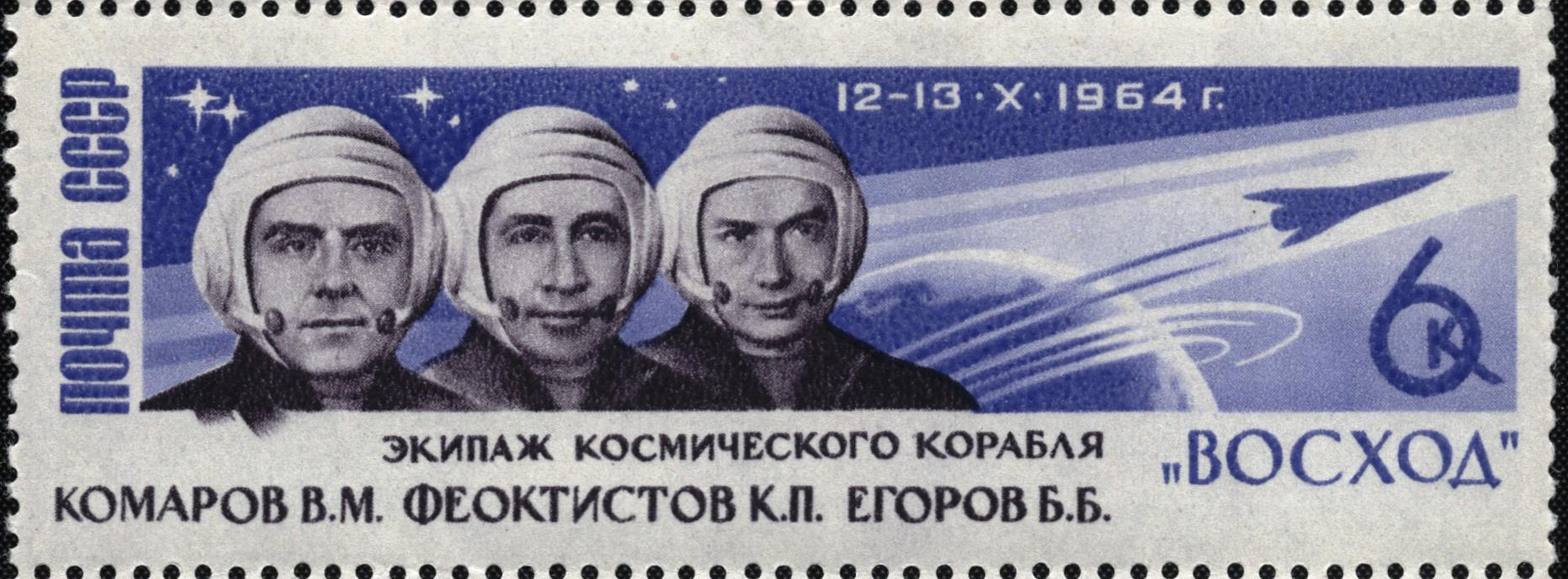
Francobollo sovietico celebrativo della missione Voschod 1.

Dal giugno al settembre 1964 Komarov venne addestrato per la missione Voschod 1, che prevedeva il lancio di una navicella con tre membri dell'equipaggio. Nel mese di settembre vennero comunicati nomi e ruoli del primo equipaggio, dopo che ci furono diversi conflitti interni nelle scelte finali. Come comandante venne selezionato Vladimir Komarov, come medico Boris Egorov, come ingegnere di volo Konstantin Feoktistov. Il 12 ottobre 1964 alle ore 07:30 UTC prese il via la missione Voschod 1 dalla rampa di lancio n. 1 del cosmodromo di Bajkonur. Nel ruolo di comandante Komarov aveva il nomignolo di "rubino" (in russo Рубин?). Nel corso della seconda orbita intorno alla Terra, l'equipaggio trasmise uno speciale messaggio di saluto a tutti gli atleti che stavano disputando i giochi olimpici di Tokyo. La navicella completò in tutto quindici orbite attorno alla Terra, durante le quali vennero condotti esperimenti scientifici e Komarov tenne il comando della navicella orientandola lungo le orbite e conducendo esercizi di controllo manuale. 
La mattina del 13 ottobre 1964 dopo 24 ore di missione la capsula coi tre membri dell'equipaggio iniziò il rientro sulla Terra e la capsula, rallentata da un paracadute e da retrorazzi, atterrò nei pressi di Kostanay. L'equipaggio venne, poi, trasferito alla base di Tjuratam, dove fece rapporto sulla missione. L'equipaggio attese invano una telefonata da parte del segretario generale Nikita Chruščëv, per poi essere informati che Komarov avrebbe dovuto mandare un messaggio formale di saluto al nuovo segretario generale Leonid Brežnev a seguito della destituzione di Chruščëv. I tre cosmonauti vennero accolti dallo stesso Brežnev il 19 ottobre 1964 a Mosca, dove venne organizzata una parata in loro onore nella piazza Rossa. Dopo la missione Komarov venne promosso colonnello e decorato col titolo onorario di eroe dell'Unione Sovietica.

### Missione Sojuz
Successivamente, Komarov venne assegnato alla missione Sojuz 1 assieme a Jurij Gagarin e Aleksej Leonov. Circa la pianificazione della missione sono presenti informazioni contrastanti che riportano Komarov come entusiasta del programma e promotore per accelerarne i tempi, ma anche Komarov come scettico sull'affidabilità tecnica della Sojuz. Il 20 aprile 1967 Komarov venne nominato pilota della Sojuz 1 e Gagarin pilota riserva. Il programma prevedeva il lancio della Sojuz 1 guidata da Komarov il 23 aprile e a 24 ore di distanza il lancio della Sojuz 2 con tre membri dell'equipaggio, che avrebbero condotto manovre di rendezvous e successivo scambio di equipaggi prima di rientrare sulla Terra. Il lancio della Sojuz 1 venne effettuato alle 00:35 UTC, ma poco dopo aver raggiunto la traiettoria d'orbita prevista iniziarono a manifestarsi i primi problemi. In particolare, il pannello solare di sinistra non si era aperto come previsto e, pertanto, l'alimentazione d'energia per la capsula non poteva essere garantita. Inoltre, a causa di altre anomalie il sensore stellare non si era attivato correttamente, così che Komarov non era in grado di orientare la navicella verso il Sole per potenziare la produzione di energia tramite il pannello solare di destra che si era aperto correttamente. Durante la seconda orbita Komarov poté stabilire un contatto radio con la base attraverso la banda UHF solo nel momento in cui sorvolava il territorio sovietico, poiché i trasmettitori radio a onde corte non funzionavano correttamente.
Alle 10 del mattino venne cancellato il lancio della Sojuz 2 e iniziata la preparazione del rientro della Sojuz 1. Tra la tredicesima e la quindicesima orbita gli ingegneri dalla base e lo stesso Gagarin comunicarono a Komarov che avrebbe dovuto usare in maniera combinata il periscopio VSK-3 e i sensori ionici per le manovre manuali di orientamento della navicella spaziale nella fase di rientro sulla Terra. Il rientro prese il via all'alba del 24 aprile durante la diciannovesima orbita, dopo che Komarov riuscì a risolvere dei problemi nell'uso combinato del periscopio e dei sensori ionici e dopo che ebbe ricevuto tutte le istruzioni per la traiettoria di rientro. Komarov riuscì a guidare correttamente la navicella verso il rientro in atmosfera, ma il paracadute frenante della navicella, che avrebbe dovuto consentire al velivolo di atterrare in piena sicurezza, non si aprì al comando e la navicella si schiantò al suolo. Squadre di soccorso accorsero sul luogo dello schianto subito dopo che venne avvistata la capsula nel suo rientro sulla Terra, ma - dopo che venne spento l'incendio scoppiato nei resti della navicella - venne constatata la morte di Vladimir Komarov.
Nei giorni successivi venne istituita una commissione di inchiesta sull'incidente, che concluse l'investigazione affermando che il primo paracadute frenante non si era attivato correttamente perché non era stata esercitata la pressione necessaria per l'attivazione, così che neanche il paracadute frenante principale poté attivarsi e rallentare la discesa della capsula. Negli anni successivi vennero avanzate altre ipotesi circa l'incidente, tra le quali la possibilità che il paracadute e i suoi meccanismi fossero stati contaminati da un materiale polimerico termo-protettivo applicato in maniera non corretta all'involucro che lo conteneva, così come teorie su difetti di comunicazione. Vladimir Komarov venne cremato e le sue ceneri sepolte presso la necropoli delle mura del Cremlino, uno dei più alti onori per un cittadino sovietico, e decorato postumo con un secondo titolo onorario di eroe dell'Unione Sovietica.

## Nella cultura di massa
- Prima di lasciare la Luna nel corso della missione Apollo 11, l'astronauta statunitense Neil Armstrong lasciò sulla superficie lunare un piccolo pacchetto con oggetti in memoria dei colleghi astronauti morti, tra i quali anche Vladimir Komarov[16]. Il nome di Komarov è presente anche nella placca commemorativa lasciata nei pressi del meteorite Hadley Rille sulla superficie lunare dal comandante della missione Apollo 15, David Scott, in ricordo dei 14 astronauti statunitensi e sovietici morti in missione, assieme alla scultura intitolata Fallen Astronaut[17].
- Il suo nome venne dato a un cratere meteoritico nell'emisfero settentrionale della Luna, chiamato cratere Komarov e assegnato nel 1970[18].
- Il suo nome venne dato a un asteroide della fascia principale, chiamato 1836 Komarov e scoperto nel 1971[19].
- Vennero eretti svariati monumenti in suo ricordo, incluso uno nei pressi del luogo dell'impatto della capsula spaziale, così come vie, scuole e istituzioni vennero intitolate a suo nome.
- Komarov, interpretato dall'attore Arben Bajraktaraj, è uno dei personaggi principali nella serie televisiva francese di fantascienza prodotta dal 2017 Missions (letteralmente: Missioni), dove la sua storia di cosmonauta degli anni '60 viene ricordata fedelmente in chiave flashback.